# Kituba
Kituba, auch Munukutuba, munu kutuba, kikonga ya léta oder kikongo du gouvernement genannt, ist eine Kreolsprache in Zentralafrika und wird hauptsächlich in den Kongostaaten (Republik Kongo und Demokratische Republik Kongo) gesprochen.

## Kituba und Kikongo
Siehe auch unter Kikongo.
Bei Kituba handelt es sich um eine Vereinfachung des Kikongo. Kituba wird heute teilweise auch als Erstsprache gesprochen.

## Geschichte
Die Sprache Kituba (d. h. Kikongo ya Leta) entstand während der belgischen und französischen Kolonialisierungen (1885–1960), insbesondere mit dem Bau der Eisenbahn (Matadi-Kinshasa), die die Arbeitskräfte von Nicht-Kongos-Afrikanern und auch von Handelsgesellschaften forderte; Missionare, Agenten des belgischen Kolonialstaates, Caravaniers und afrikanische Träger aus den Kongos-Regionen in die Nicht-Kongos-Regionen (Beispiele: Loango-Brazzaville, Kongo Central-Kwango); sowie mit vielen lingalaphonen Waisenkindern, die nach Boma gebracht wurden, um dort unterrichtet zu werden.

## Klassifikation

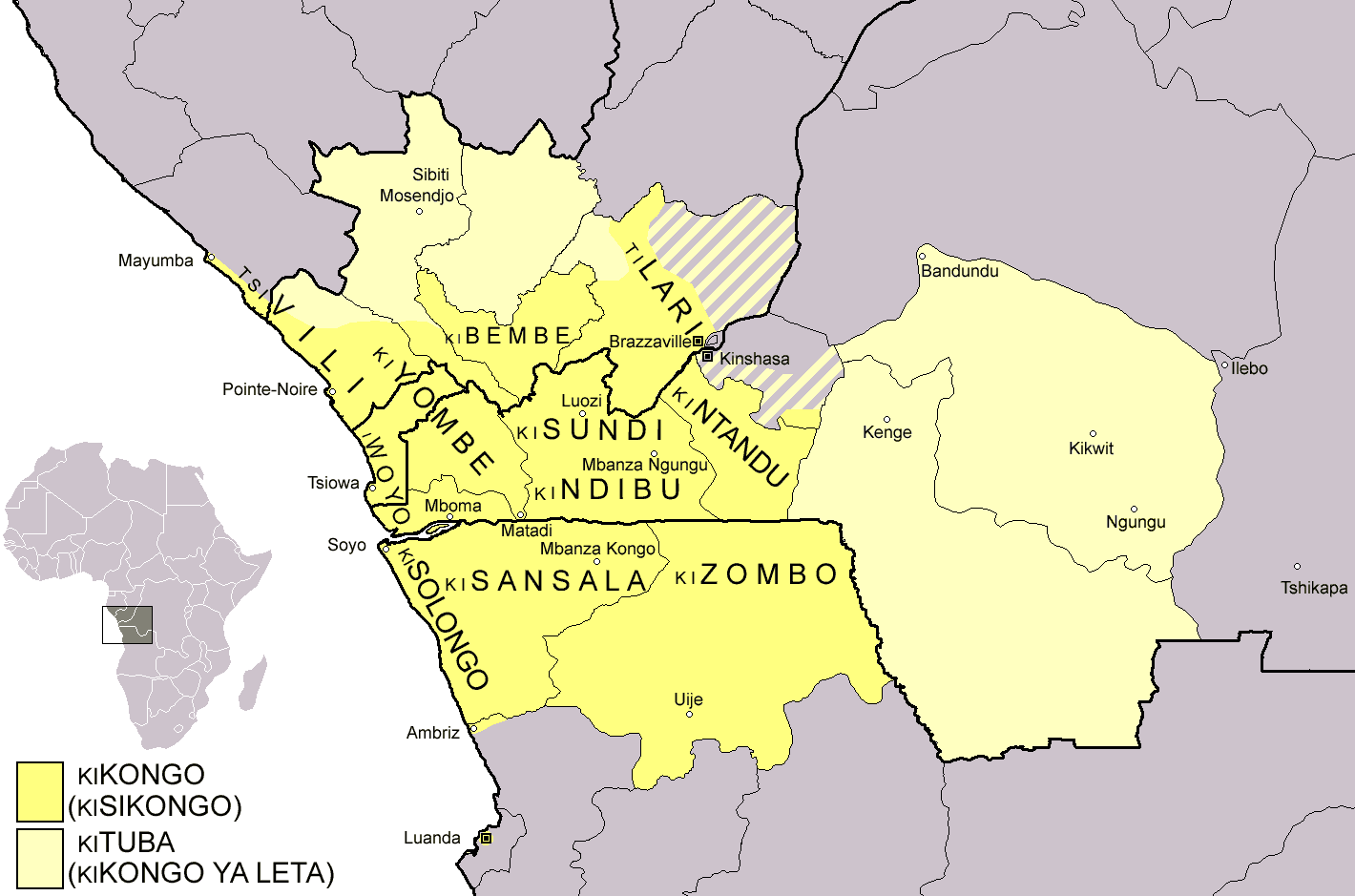
Verbreitung der Kongosprachen Kikongo und Kituba

Kituba ist eine Kreolsprache, die auf der Bantusprache Kikongo basiert. SIL unterscheidet Kituba (Kituba in der Republik Kongo) und kikongo ya léta (Kituba in der Demokratischen Republik Kongo) als zwei verschiedene Sprachen. Verschiedene andere Referenzwerke hingegen bezeichnen sie nur als regional verschiedene Ausprägungen der gleichen Sprache. Die Vereinten Nationen besitzen zwei Übersetzungen der Deklaration der Menschenrechte, je eine pro Kongo-Republik. Diese unterscheiden sich jedoch nur marginal.

## Status
Die Verfassung der Republik Kongo von 2002 verwendet erstmals die Bezeichnung „Kituba“ und ersetzt damit den Namen „Munukutuba“, der in den früheren Verfassungen für die Landessprache verwendet worden war. Die Verfassung der Demokratische Republik Kongo listet Kikongo als eine der Nationalsprachen auf. In der Tat bezieht es sich auf Kikongo ya leta (d. h. Kituba), dies kann durch die Tatsache erklärt werden, dass Kikongo ya Leta oft fälschlicherweise Kikongo genannt wird.

## Schrift
Da die Schrift, wie auch bei anderen Bantusprachen, erst durch die Europäer eingeführt wurde, verwendet man für Kituba das lateinische Alphabet. Die in der Demokratischen Republik Kongo entwickelte Mandombe-Schrift wird ebenfalls verwendet, vor allem in Kreisen der Kimbanguisten.

## Alphabet
| A a   | B b   | D d   | E e   | F f   | G g   | I i | K k | L l | M m | Mb mb | Mf mf | Mp mp | Mv mv | N n | Nd nd |
| Ng ng | Nk nk | Nl nl | Ns ns | Nt nt | Nz nz | O o | P p | S s | T t | U u   | V v   | W w   | Y y   | Z z |       |

## Grammatik

### Klassen
| Klasse | Nominal- Präfix | Beispiel | Übersetzung       |
| ------ | --------------- | -------- | ----------------- |
| 1      | mu-             | muzombi  | (der) Jäger       |
| 2      | ba-             | bazombi  | (die) Jäger       |
| 3      | mu-             | mulangi  | Flasche           |
| 4      | mi-             | milangi  | Flaschen          |
| 5      | di-             | dinkondo | Banane            |
| 6      | ma-             | mankondo | Bananen           |
| 7      | ki-             | kiti     | Stuhl             |
| 8      | bi-             | biti     | Stühle            |
| 9      | n-/m-           | nzo      | Haus, Häuser      |
| 11     | lu-             | lusuki   | Haar              |
| 11a    | n-/m-           | nsuki    | haare             |
| 12     | ka-             | kamwana  | ganz kleines Kind |
| 13     | tu-             | tubana   | mehrere Kinder    |
| 14     | bu-             | bunduki  | Gewehr            |
| 14a    | ma-             | manduki  | Gewehre           |
| 19     | fi-/kq-         | fimasa   | ein wenig Wasser  |
| 21     | ku-             | kudya    | essen             |